# Rhopalomyia bigeloviaestrobiloides
Rhopalomyia bigeloviaestrobiloides är en tvåvingeart som först beskrevs av Townsend 1894.  Rhopalomyia bigeloviaestrobiloides ingår i släktet Rhopalomyia och familjen gallmyggor.
Artens utbredningsområde är New Mexico. Inga underarter finns listade i Catalogue of Life.